# فيشال كومار
فيشال كومار (بالإنجليزية: Vishal Kumar)‏ هو لاعب كرة قدم هندي في مركز الدفاع، ولد في 30 يوليو 1992 في بنغالور في الهند. شارك مع منتخب الهند تحت 17 سنة لكرة القدم ومنتخب الهند تحت 20 سنة لكرة القدم ومنتخب الهند تحت 23 سنة لكرة القدم. أما مع النوادي، فقد لعب مع نادي بنغالورو.

## وصلات خارجية
- فيشال كومار على موقع قاعدة بيانات كرة القدم.إي يو (الإنجليزية)
- فيشال كومار على موقع Soccerway.com (الإنجليزية)